# Đình Lạc Giao

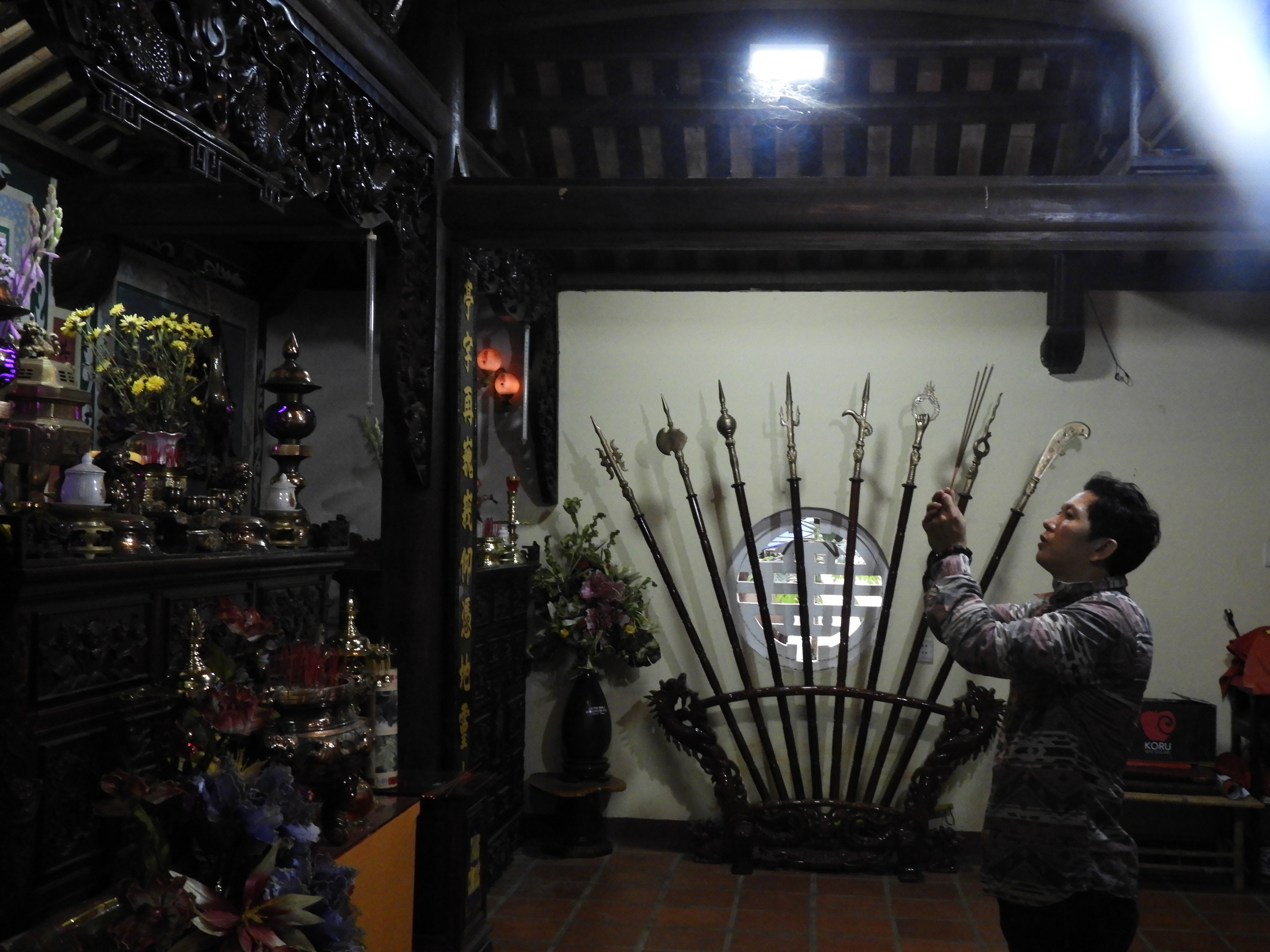
Trưởng tộc Đào Duy Từ-Đào Duy Lộc-khấn hương tổ Đào Duy Từ tại đình Lạc Giao

Đình Lạc Giao là một ngôi đình thờ thành hoàng theo tập quán người Việt và là một di tích lịch sử đã được xếp hạng di tích lịch sử cấp quốc gia tại thành phố Buôn Ma Thuột, tỉnh Đắk Lắk, Việt Nam. Là nơi sinh hoạt văn hóa tâm linh, tế lễ xuân, thu nhị kỳ, là nơi thờ cụ Đào Duy Từ, vị Thần Hoàng bản thổ, thờ cụ Phan Hộ vị tiền hiền, người có công khởi xướng thành lập làng Lạc Giao và thờ các vị Vua Hùng của dân tộc.

## Địa điểm
Đình nằm tại ngã tư giữa đường Phan Bội Châu và đường Điện Biên Phủ, thành phố Buôn Ma Thuột, tỉnh Đắk Lắk. Lối vào chính điện được trang hoàng hai câu đối, hai bên chính điện là hai dãy nhà. Phía dãy nhà bên trái là điện thờ thành hoàng, trong đó có thờ các Linh nam, linh nữ. Phía dãy nhà bên phải là nơi tiếp khách, trưng bày chứng tích.

## Tên gọi
Lạc Giao có nghĩa là ngày đầu lên Buôn Ma Thuột ông Phan Hộ gặp gỡ giao lưu với người Êđê bản địa rất vui vẻ, tình cảm, ông đã đặt luôn tên đình. Lạc Giao nghĩa là "giao lưu, buôn bán vui vẻ với người Thượng". Còn nhà viết sử về Đắk Lắk Nguyễn Triệu Miện thì cho rằng: "Lạc Giao có nghĩa là những người lưu lạc giao tiếp với nhau, tập hợp lại".

## Lịch sử

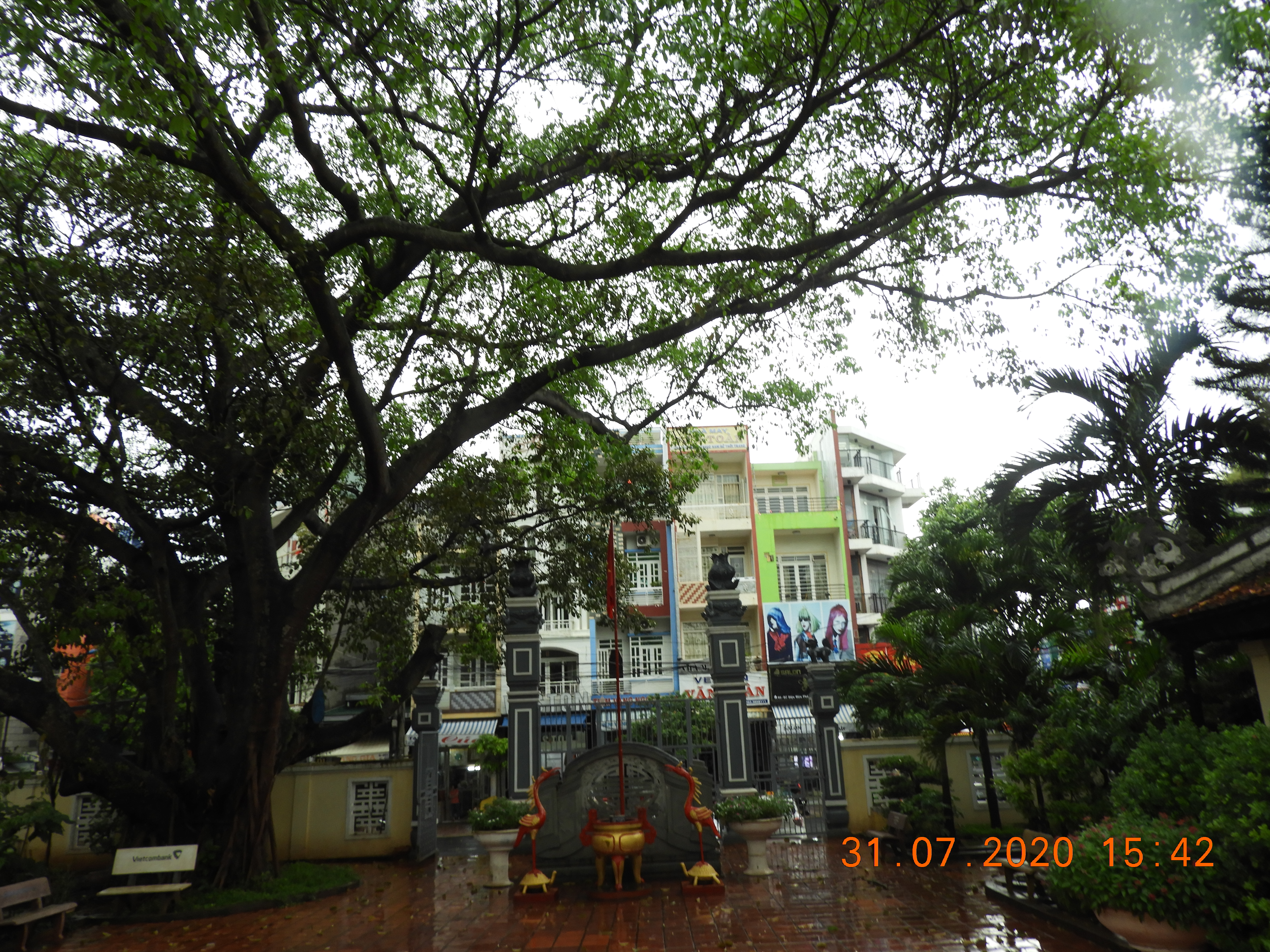
Cây đa, chứng sinh của đình Lạc Giao

Trong những năm 1918-1930, người Pháp đưa người miền trung Annam (Trung kỳ) lên Ban Mê Thuột và Tây Nguyên dạy người Ê-đê (Rhade) các phương thức trồng trọt, chăn nuôi,... mục đích giúp người Pháp khai thác thuộc địa, từ việc bắt bớ người dân tộc làm cu-li ở các đồn điền. Trước năm 1918 ông Phan Hộ người lập làng người Kinh đầu tiên tại Buôn Ma Thuột. Ông người làng Đại Cát, xã Ninh Xuân, huyện Ninh Hòa, tỉnh Khánh Hòa và một số thương nhân, lúc đi ngựa, có lúc đi voi vẫn tìm cách đi lại, buôn bán, trao đổi hàng hóa với người Êđê được. Qua gặp gỡ giao lưu với các già làng Êđê, ông Phan Hộ đã làm quen với nhiều người và gây được những thiện cảm tốt. Điểm đặc biệt, thấy Ban Ma Thuột là vùng đất rộng, bằng phẳng, màu mỡ rất thuận tiện cho việc chăn nuôi, trồng trọt, phát triển đời sống. Đến năm 1918, ông quay về Khánh Hòa rủ thêm gần chục người là anh em, họ hàng, con cháu đến Ban Mê Thuột thành lập làng, xây dựng mái đình lấy tên là "Lạc Giao" (đến bây giờ ở Buôn Ma Thuột chỉ còn vài người cháu ông Phan Hộ). Năm 1918, ông Phan Hộ xin lập làng người Kinh lấy tên là Lạc Giao để lập nghiệp lâu dài với đồng bào Thượng, ông xin chính quyền làm một cái đình bằng tre nứa lá lấy tên là Đình Lạc Giao. Vì chưa có vị nào để thờ nên xin Triều đình Huế sắc phong cho thờ một vị Thần Hoàng. Vị khai quốc công thần nhà Nguyễn, Đào Duy Từ trở thành vị Thần Hoàng Bản Thổ của làng Lạc Giao. Kế tiếp, chính quyền lúc đó lập hương lý bộ để cai quản người Kinh (gọi là Ngũ Hương). Dần dần người Kinh và phu đồn điền tới nhập cư, làng ngày càng đông. Làng có quy ước đặt ra ngày lễ hội - 17/1 Âm lịch (ÂL) là ngày tế Xuân đầu năm (lễ cầu an đầu năm) và tế Thu (thu hoạch, lễ tạ Thần Linh) vào ngày 17/8 (ÂL) tưởng nhớ đồng bào và hơn 100 chiến sĩ đã hy sinh, tử nạn trong kháng chiến chống Pháp (ngày 27 - 10 - 1945). Qua thăng trầm lịch sử, Đình Lạc Giao cũng theo đó bị giặc ngoại xâm đánh bom, tàn phá nhưng vẫn giữ được kiến trúc vẫn nguyên vẹn. Năm 1990, Đình Lạc Giao được Nhà nước công nhận là di tích lịch sử quốc gia.